# Reinstinden (Sunndal en Nesset)
De Reinstinden is een berg die tussen de gemeenten Sunndal en Nesset in ligt. De berg is gelegen in de provincie Oppland in Noorwegen en heeft een hoogte van 1706 meter.